# Xiangliu (maan)
Xiangliu is de enige bekende maan van de planetoïde 225088 Gonggong. Deze werd ontdekt door een team van astronomen onder leiding van Csaba Kiss tijdens een analyse van archiefbeelden van Gonggong van de Hubble Space Telescope. Het ontdekkingsteam had het vermoeden dat de langzame rotatie van Gonggong werd veroorzaakt door getijdenkrachten uitgeoefend door een maan in een baan om de dwergplaneet. Xiangliu werd voor het eerst geïdentificeerd op archiefbeelden van de Hubble-ruimtetelescoop, gemaakt met de Wide Field Camera 3 van de Hubble-ruimtetelescoop op 18 september 2010. Zijn ontdekking werd gemeld en aangekondigd door Gábor Marton, Csaba Kiss, en Thomas Müller op de 48e vergadering van de Division for Planetary Sciences op 17 oktober 2016. De maan is vernoemd naar Xiangliu, een negenkoppig giftig slangenmonster uit de Chinese mythologie dat de watergod Gonggong bijwoonde als zijn belangrijkste minister.

## Waarnemingen

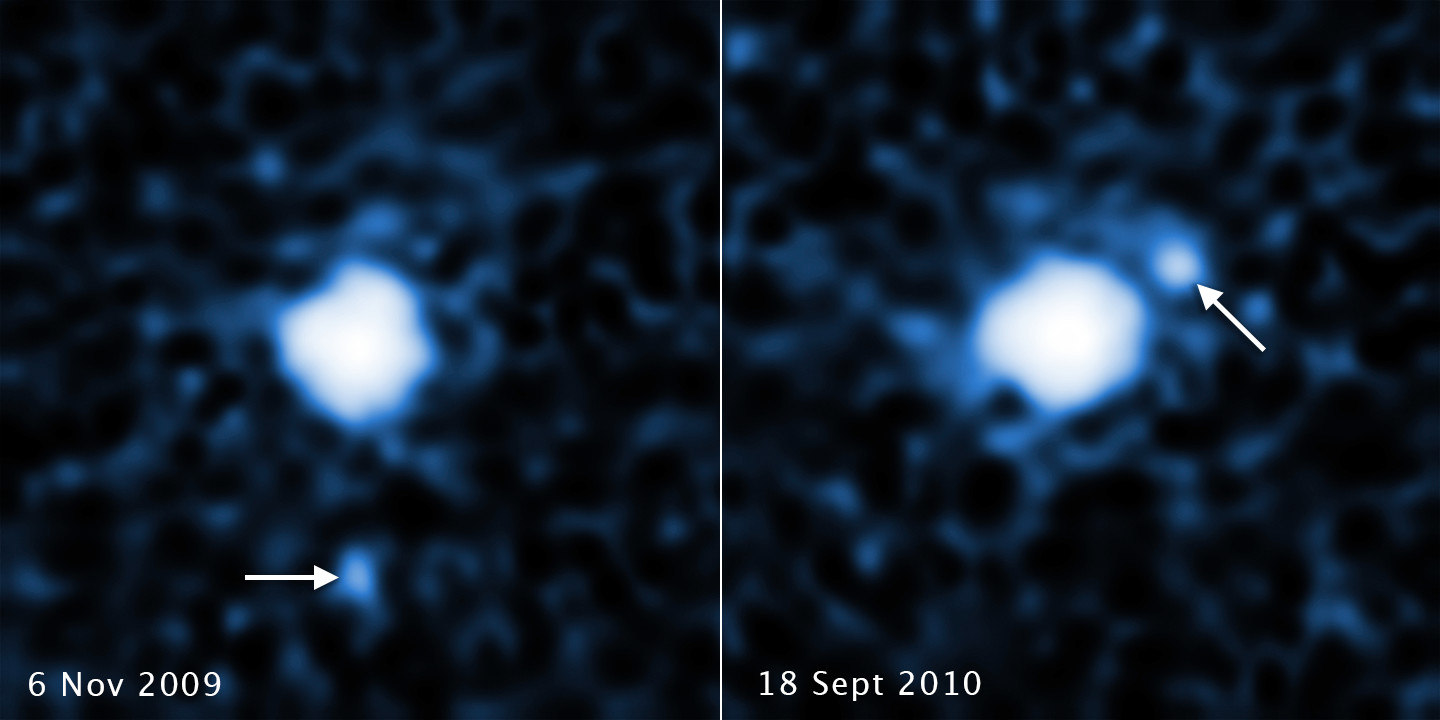
Gonggong en zijn maan Xiangliu, gefotografeerd in 2009 en 2010 met Hubble's Wide Field Camera 3.

Na de ontdekking in maart 2016 dat Gonggong een ongewoon langzame rotator was, werd de mogelijkheid geopperd dat een maan hem via getijdenkrachten zou kunnen hebben afgeremd. De aanwijzingen van een mogelijke maan die om Gonggong draaide, bracht Csaba Kiss en zijn team ertoe om archiefbeelden van Hubble-waarnemingen van Gonggong te analyseren. Hun analyse van Hubble-beelden gemaakt op 18 september 2010 onthulden een zwakke maan die op een afstand van ten minste 15.000 km om Gonggong draait. De ontdekking werd aangekondigd op 17 oktober 2016, hoewel de maan geen juiste voorlopige aanduiding kreeg. Het ontdekkingsteam identificeerde de satelliet later ook in eerdere archiefbeelden van Hubble, gemaakt op 9 november 2009.
Uit volgende Hubble-waarnemingen in 2017 wordt de absolute helderheid van de maan geschat op ten minste 4,59 magnituden zwakker dan Gonggong, of 6,93±0,15 gezien de geschatte absolute helderheid van Gonggong van 2,34.

## Baan

Gonggong en Xiangliu

Op basis van Hubble-beelden van Gonggong en Xiangliu die in 2009 en 2010 zijn gemaakt, heeft het ontdekkingsteam de omlooptijd van Xiangliu beperkt tot 20 tot 100 dagen. Zij hebben de omlooptijd beter bepaald met aanvullende Hubble-waarnemingen in 2017. Aangenomen wordt dat Xiangliu tidaal rond Gonggong draait.
Omdat de waarnemingen van Xiangliu slechts een klein deel van de baan van Gonggong rond de zon beslaan, is het nog niet mogelijk om te bepalen of Xiangliu's baan prograad of retrograad is. Op basis van een prograad baanmodel draait Xiangliu rond Gonggong op een afstand van ongeveer 24.021 km en voltooit hij één baan in 22 dagen. Met behulp van hetzelfde prograad baanmodel heeft het ontdekkingsteam geschat dat zijn baan een helling van ongeveer 83 graden heeft ten opzichte van de ecliptica, wat impliceert dat Gonggong wordt bekeken in een bijna pool-op configuratie onder de aanname dat Xiangliu's baan een lage helling heeft ten opzichte van Gonggong's evenaar.
De baan van Xiangliu is zeer excentrisch. De waarde van 0,29 zou veroorzaakt zijn door ofwel een intrinsiek excentrische baan ofwel door een langzame getijdenevolutie, waarbij de tijd die de baan nodig heeft om te cirkelen vergelijkbaar is met de leeftijd van het zonnestelsel. Het kan ook het gevolg zijn geweest van het Kozai-mechanisme, aangedreven door verstoringen van ofwel de getijdekrachten van de Zon, ofwel van hogere orde termen in de gravitatiepotentiaal van Gonggong vanwege zijn afgeplatte vorm. De dynamica van de baan zou vergelijkbaar zijn met die van Quaoars maan Weywot, die een gematigde excentriciteit van ongeveer 0,14 heeft.

## Fysische kenmerken
De minimale mogelijke diameter van Xiangliu, die overeenkomt met een albedo van 1, is 36 km. Om ervoor te zorgen dat de baan van Xiangliu excentrisch blijft over een tijdschaal die vergelijkbaar is met de leeftijd van het zonnestelsel, moet hij een diameter hebben van minder dan 100 km, wat overeenkomt met een albedo groter dan 0,2. Bij zijn ontdekking werd de diameter van Xiangliu aanvankelijk geschat op 237 km. Bij zijn ontdekking werd de diameter van Xiangliu aanvankelijk geschat op 237 km, onder de aanname dat de albedo's van Xiangliu en Gonggong gelijk waren. Fotometrische metingen in 2017 toonden aan dat Xiangliu veel minder rood is dan Gonggong. Het kleurverschil van ΔV-I=0,43±0,17 tussen Gonggong (V-I=1,65±0,03) en Xiangliu (V-I=1,22±0. Dit grote kleurverschil is atypisch voor trans-Neptunische binaire systemen: de componenten van de meeste trans-Neptunische binaire systemen vertonen weinig kleurvariatie.

## Naam
De naam van de maan is afgeleid van Xiangliu, het negenkoppige giftige slangenmonster en minister van de watergod Gonggong in de Chinese mythologie. Xiangliu staat bekend om het veroorzaken van overstromingen en verwoesting. Toen de ontdekkers van Gonggong keuzes voorstelden voor een publieke stemming over de naam, kozen zij figuren die medewerkers hadden die een naam voor de maan zouden kunnen geven. Xiangliu's naam werd gekozen door zijn ontdekkingsteam onder leiding van Csaba Kiss, die het voorrecht had om de maan een naam te geven. De namen van Gonggong en Xiangliu werden goedgekeurd door het Comité voor de Nomenclatuur van Kleine Lichamen van de Internationale Astronomische Unie en werden tegelijkertijd op 5 februari 2020 bekendgemaakt door het Centrum voor Kleine Planeten.